# Tranquilino Garcete
Tranquilino Garcete (auch Tranquillo Garcete, * 1907; † unbekannt) war ein paraguayischer Fußballspieler. Der Mittelfeldspieler nahm mit der paraguayischen Nationalmannschaft an der ersten Fußball-Weltmeisterschaft 1930 teil.

## Karriere
Garcetes Leben und Karriere sind spärlich dokumentiert. Auf Vereinsebene spielte er für den Club Libertad aus der Hauptstadt Asunción, mit dem er 1930 die paraguayische Meisterschaft gewann.
1932 ging er nach Argentinien, wo er sich dem Club Atlético Atlanta aus dem Viertel Villa Crespo in Buenos Aires anschloss. Aufgrund der kurz zuvor eingeführten Professionalisierung des argentinischen Fußballs fusionierte Atlanta 1934 mit den Argentinos Juniors. Nach nur 25 Spielen wurde die Verbindung wieder gelöst und die Saison von den Argentinos Juniors beendet. 1935 spielte Garcete wieder für den eigenständigen Club Atlético.
Bei der ersten Fußball-Weltmeisterschaft 1930 in Uruguay wurde Garcete in das Aufgebot der paraguayischen Nationalmannschaft berufen. Dort wurde er im zweiten Spiel der Vorrunde gegen Belgien eingesetzt.

## Erfolge
- Paraguayischer Meister: 1930